# Conant King
Pour les articles homonymes, voir Charles King et King.
Conant Meigs « Con » King, appelé aussi Charles King, (né le 10 décembre 1880 à Senatobia et décédé le 19 février 1958 à Fort Worth) est un athlète américain spécialiste des sauts sans élan.

## Biographie

### Palmarès
| Date | Compétition           | Lieu        | Résultat | Épreuve               | Performance |
| ---- | --------------------- | ----------- | -------- | --------------------- | ----------- |
| 1904 | Jeux olympiques d'été | Saint-Louis | 2e       | Longueur sans élan    | 3,286 m     |
| 1904 | Jeux olympiques d'été | Saint-Louis | 2e       | Triple saut sans élan | 10,16 m     |

### Records
| Épreuve                    | Performance | Lieu        | Date |
| -------------------------- | ----------- | ----------- | ---- |
| Saut en longueur sans élan | 3,286 m     | Saint-Louis | 1904 |
| Triple saut sans élan      | 10,68 m     |             | 1904 |